# جاكلين دود هال
جاكلين دود هال (بالإنجليزية: Jacquelyn Dowd Hall)‏ هي مؤرخة أمريكية، ولدت في 1943.